# Savijärv
Savijärv (järv = See) ist ein natürlicher See in der Gemeinde Põlva in Estland. Er ist  9,2 Hektar groß. Etwa 600 Meter vom See entfernt liegt das Dorf Joosu und etwa 33 Kilometer entfernt der Peipussee (Peipsi-Pihkva järv).